# ヘイゲン・スミス
ヘイゲン・スミス（Hagen Smith, 2003年8月19日 - ）は、アメリカ合衆国テキサス州タイラー出身の野球選手（投手）。左投左打。

## 経歴

### プロ入り前
高校時代の2020年にトミー・ジョン手術を受けた。2021年に復帰し、11勝0敗、防御率0.19、168奪三振、7度のノーヒットノーランを記録した。
アーカンソー大学に進学し、2年目の2023年は18試合（先発11試合）に登板して8勝2敗、防御率3.69、102奪三振を記録。オフには日米大学野球選手権大会のアメリカ合衆国代表に選出された。
2024年2月23日のオレゴン州立大学戦で17奪三振を記録し、アーカンソー大学の投手による1試合最多奪三振記録を更新した。同年は16試合に先発登板して8勝2敗、防御率2.04、161奪三振を記録し、カレッジベースボールの最優秀投手賞を受賞した。

### プロ入りとホワイトソックス時代
2024年のMLBドラフト1巡目（全体5位）でシカゴ・ホワイトソックスから指名されプロ入り。契約金は800万ドル。

## 詳細情報

### 代表歴
- 2023年 第44回日米大学野球選手権大会アメリカ合衆国代表